# Spatholobus merguensis
Spatholobus merguensis är en ärtväxtart som beskrevs av David Prain. Spatholobus merguensis ingår i släktet Spatholobus och familjen ärtväxter. Inga underarter finns listade i Catalogue of Life.